# Selección femenina de fútbol de Irán
La selección femenina de fútbol de Irán está controlado por la Federación de Fútbol de Irán y representa a Irán en las competiciones internacionales femeninas de fútbol.

## Historia
El primer equipo nacional femenino de Irán fue establecido por Taj Tehran Football Club. La selección nacional femenina de Irán tiene una larga historia, con un equipo femenino de Persépolis FC que data de 1976. Refundado en 2005, el equipo alcanzó el segundo lugar en el Campeonato Femenino de la WAFF de 2005 en Amán, Jordania, celebrado en septiembre y octubre de 2005.
En mayo de 2006, el equipo femenino recibió a sus primeros visitantes extranjeros cuando un club de Berlín, Alemania llamado BSV Al-Dersimspor jugó un empate 2-2 en el Estadio Ararat, Teherán.
El equipo volvió a ganar el segundo lugar en el Campeonato Femenino de la WAFF de 2007 y 2011.
La FIFA prohibió brevemente a Irán participar en competencias internacionales en 2011 por llevar hijab, esto hizo que Irán renunciara a su intento de clasificar para los Juegos Olímpicos de Verano de 2012, y la prohibición se levantó en el mismo año.

## Estadísticas

### Copa Mundial Femenina de Fútbol
| Edición | Resultado               | Posición                | PJ                      | PG                      | PE                      | PP                      | GF                      | GC                      |
| ------- | ----------------------- | ----------------------- | ----------------------- | ----------------------- | ----------------------- | ----------------------- | ----------------------- | ----------------------- |
| 1991    | No existía la selección | No existía la selección | No existía la selección | No existía la selección | No existía la selección | No existía la selección | No existía la selección | No existía la selección |
| 1995    | No existía la selección | No existía la selección | No existía la selección | No existía la selección | No existía la selección | No existía la selección | No existía la selección | No existía la selección |
| 1999    | No existía la selección | No existía la selección | No existía la selección | No existía la selección | No existía la selección | No existía la selección | No existía la selección | No existía la selección |
| 2003    | No existía la selección | No existía la selección | No existía la selección | No existía la selección | No existía la selección | No existía la selección | No existía la selección | No existía la selección |
| 2007    | No clasificó            | No clasificó            | No clasificó            | No clasificó            | No clasificó            | No clasificó            | No clasificó            | No clasificó            |
| 2011    | Excluido                | Excluido                | Excluido                | Excluido                | Excluido                | Excluido                | Excluido                | Excluido                |
| 2015    | No clasificó            | No clasificó            | No clasificó            | No clasificó            | No clasificó            | No clasificó            | No clasificó            | No clasificó            |
| 2019    | No clasificó            | No clasificó            | No clasificó            | No clasificó            | No clasificó            | No clasificó            | No clasificó            | No clasificó            |
| 2023    | No clasificó            | No clasificó            | No clasificó            | No clasificó            | No clasificó            | No clasificó            | No clasificó            | No clasificó            |
| 2027    | Por disputarse          | Por disputarse          | Por disputarse          | Por disputarse          | Por disputarse          | Por disputarse          | Por disputarse          | Por disputarse          |
| Total   | 0/9                     | -                       | -                       | -                       | -                       | -                       | -                       | -                       |

### Copa Asiática Femenina de la AFC
| Edición | Resultado               | Posición                | PJ                      | PG                      | PE                      | PP                      | GF                      | GC                      |
| ------- | ----------------------- | ----------------------- | ----------------------- | ----------------------- | ----------------------- | ----------------------- | ----------------------- | ----------------------- |
| 1975    | No existía la selección | No existía la selección | No existía la selección | No existía la selección | No existía la selección | No existía la selección | No existía la selección | No existía la selección |
| 1977    | No existía la selección | No existía la selección | No existía la selección | No existía la selección | No existía la selección | No existía la selección | No existía la selección | No existía la selección |
| 1979    | No existía la selección | No existía la selección | No existía la selección | No existía la selección | No existía la selección | No existía la selección | No existía la selección | No existía la selección |
| 1981    | No existía la selección | No existía la selección | No existía la selección | No existía la selección | No existía la selección | No existía la selección | No existía la selección | No existía la selección |
| 1983    | No existía la selección | No existía la selección | No existía la selección | No existía la selección | No existía la selección | No existía la selección | No existía la selección | No existía la selección |
| 1986    | No existía la selección | No existía la selección | No existía la selección | No existía la selección | No existía la selección | No existía la selección | No existía la selección | No existía la selección |
| 1989    | No existía la selección | No existía la selección | No existía la selección | No existía la selección | No existía la selección | No existía la selección | No existía la selección | No existía la selección |
| 1991    | No existía la selección | No existía la selección | No existía la selección | No existía la selección | No existía la selección | No existía la selección | No existía la selección | No existía la selección |
| 1993    | No existía la selección | No existía la selección | No existía la selección | No existía la selección | No existía la selección | No existía la selección | No existía la selección | No existía la selección |
| 1995    | No existía la selección | No existía la selección | No existía la selección | No existía la selección | No existía la selección | No existía la selección | No existía la selección | No existía la selección |
| 1997    | No existía la selección | No existía la selección | No existía la selección | No existía la selección | No existía la selección | No existía la selección | No existía la selección | No existía la selección |
| 1999    | No existía la selección | No existía la selección | No existía la selección | No existía la selección | No existía la selección | No existía la selección | No existía la selección | No existía la selección |
| 2001    | No existía la selección | No existía la selección | No existía la selección | No existía la selección | No existía la selección | No existía la selección | No existía la selección | No existía la selección |
| 2003    | No existía la selección | No existía la selección | No existía la selección | No existía la selección | No existía la selección | No existía la selección | No existía la selección | No existía la selección |
| 2006    | No participó            | No participó            | No participó            | No participó            | No participó            | No participó            | No participó            | No participó            |
| 2008    | No clasificó            | No clasificó            | No clasificó            | No clasificó            | No clasificó            | No clasificó            | No clasificó            | No clasificó            |
| 2010    | No clasificó            | No clasificó            | No clasificó            | No clasificó            | No clasificó            | No clasificó            | No clasificó            | No clasificó            |
| 2014    | No clasificó            | No clasificó            | No clasificó            | No clasificó            | No clasificó            | No clasificó            | No clasificó            | No clasificó            |
| 2018    | No clasificó            | No clasificó            | No clasificó            | No clasificó            | No clasificó            | No clasificó            | No clasificó            | No clasificó            |
| 2022    | Fase de grupos          | 10.º                    | 2                       | 0                       | 0                       | 2                       | 0                       | 12                      |
| Total   | 1/20                    | 20.º                    | 2                       | 0                       | 0                       | 2                       | 0                       | 12                      |

### Campeonato Femenino de la WAFF
| Edición | Resultado      | Posición     | PJ           | PG           | PE           | PP           | GF           | GC           |
| ------- | -------------- | ------------ | ------------ | ------------ | ------------ | ------------ | ------------ | ------------ |
| 2005    | Subcampeón     | 2.º          | 4            | 3            | 0            | 1            | 20           | 2            |
| 2007    | Subcampeón     | 2.º          | 3            | 2            | 0            | 1            | 17           | 2            |
| 2010    | Fase de grupos | 5.º          | 2            | 0            | 0            | 2            | 0            | 5            |
| 2011    | Subcampeón     | 2.º          | 5            | 4            | 1            | 0            | 21           | 6            |
| 2014    | No participó   | No participó | No participó | No participó | No participó | No participó | No participó | No participó |
| 2019    | No participó   | No participó | No participó | No participó | No participó | No participó | No participó | No participó |
| 2022    | No participó   | No participó | No participó | No participó | No participó | No participó | No participó | No participó |
| 2024    | No participó   | No participó | No participó | No participó | No participó | No participó | No participó | No participó |
| Total   | 4/8            | 2.º          | 14           | 9            | 1            | 4            | 58           | 15           |

## Últimos y próximos encuentros
Actualizado al último partido jugado el 2 de junio de 2024
| Fecha      | Ciudad  | Local        | Resultado | Visitante   | Competición                      |
| ---------- | ------- | ------------ | --------- | ----------- | -------------------------------- |
| 14-07-2023 | Kazán   | Rusia        | 4:0       | Irán        | Partido amistoso                 |
| 18-07-2023 | Jimki   | Rusia        | 2:0       | Irán        | Partido amistoso                 |
| 26-10-2023 | Perth   | Australia    | 2:0       | Irán        | Torneo Preolímpico Femenino 2024 |
| 29-10-2023 | Perth   | China Taipéi | 0:0       | Irán        | Torneo Preolímpico Femenino 2024 |
| 01-11-2023 | Perth   | Irán         | 0:1       | Filipinas   | Torneo Preolímpico Femenino 2024 |
| 30-05-2024 | Teherán | Irán         | 0:3       | Bielorrusia | Partido amistoso                 |
| 02-06-2024 | Teherán | Irán         | 0:1       | Bielorrusia | Partido amistoso                 |